# Bob Morane (stripreeks)
Bob Morane is een Belgisch-Frans-Spaanse stripreeks gebaseerd op de gelijknamige boekenreeks van Henri Vernes die ook de voornaamste scenarist van deze stripreeks was.

## Inhoud
Het hoofdpersonage Bob Morane is ingenieur en oud-legercommandant uit de Tweede Wereldoorlog, maar is daarnaast ook thuis op zo ongeveer alle markten. Hij munt uit in verschillende gevechtssporten, spreekt onnoemelijk veel levende en dode talen en zet deze talenten in voor de zaak die hij rechtvaardig acht. Zijn vaste kompaan is Bill Ballantine, een Schot, en de vaste tegenstander is Ming, bijgenaamd de Gele Schaduw.

## Publicatiegeschiedenis

### Voorgeschiedenis
Het eerste boek uit de gelijknamige boekenreeks Bob Morane verscheen voor het eerst in 1953.

### Vernes (1959-2012)
Deze stripreeks gebaseerd op de boekenreeks verscheen voor het eerst in 1959 in het tijdschrift Femmes d'aujourd'hui (zusterblad van Het Rijk der Vrouw). Tussen 1965 en 1970 werd de strip ook gepubliceerd in stripblad Pilote en tussen 1975 en 1980 in stripblad Kuifje. Vernes schreef tot 2012 de verhalen van de stripreeks met tekeningen van achtereenvolgens Dino Attanasio, Gérald Forton, William Vance en Felicísimo Coria.

### Armand (2015-heden)
In 2015 verscheen De nieuwe avonturen van Bob Morane. Dimitri Armand werd de nieuwe tekenaar en Luc Brunschwig en Aurélien Ducoudray de nieuwe scenaristen. Na het verschijnen van het tweede deel in deze reboot werden de scenaristen ontslagen.

## Albums

### Uitgeverij Le Lombard
1. De reuzen van Mu
2. Noodlanding te Serado
3. Zeven loden kruisen
4. Toverkunsten van de gele schaduw
5. De tempel der dinosaurussen
6. Het rijk van de gele schaduw
7. In de greep van de pad
8. De keizer van Macao
9. Operatie wolf
10. Het schrikcommando
11. De krijgers van de Gele Schaduw
12. Schotel Secret Service
13. De president zal niet sterven
14. De dinosaurusjagers
15. Een roos voor de Gele Schaduw
16. De oorlog der walvissen
17. De mamantu ontwaakt
18. De mieren van de Gele Schaduw
19. De draak van de fenstones
20. De gijzelaars van de Gele Schaduw
21. Snake
22. De tijger van de lagunes
23. De krokodillentempel
24. Het jaden masker
25. De drie aapjes
26. De jade van Séoul
27. De stad der dromen
28. De boom van Eden
29. Een geur van Ylang-Ylang
30. Alias M.D.O.
31. De ring van Salomo
32. Het dal van de brontosaurussen
33. De wraak van de Gele Schaduw
34. De Gele Schaduw gestraft
35. Yang = Yin
36. De farao van Venetië
37. Het oog van de iguanodon
38. De woestijnen van de Amazone
39. De panter van de Hoogvlakten
40. De exterminator
41. De tranen van de zon
42. De oorlog in de Pacific is afgelast - deel 1
43. De oorlog in de Pacific is afgelast - deel 2
44. De oevers van de tijd
45. De tanden van de tijger - deel 1
46. De tanden van de tijger - deel 2

### Uitgeverij Dargaud/Oberon B.V.
1. Vallei der angsten
2. Het geheim van de 7 tempels
3. Het zwaard van de Paladijn
4. De zonen van de Draak
5. De ogen van de mist
6. De atoomsmokkelaars
7. Afspraak in het verleden
8. De archipel van de angst
9. Guerilla in Tumbaga

### Uitgeverij Claude LefrancQ Editeur
1. De vuurvogel
2. Het geheim van de Zuidpool
3. De groene terreur
4. De kristallen torens
5. Het halssnoer van Shiva
6. De weg naar het ivoor / Het olifantenspoor
7. Tegenslag voor de zwarte hand
8. De helse vallei
9. De jacht op de dinosaurussen
10. De verzonken galei
11. Het eiland van het verleden
12. De vijand onder zee
13. De zijden maskers
14. De club van de lange messen
15. De wolven liggen op de loer / De vloek van Nosferat

### Uitgeverij Semic Press
1. Operatie Zwarte Ruiter
2. Het oog van de Samoerai
3. De Gele Schaduw
4. De gevangene van de Gele Schaduw

### Uitgeverij Lama
1. Het zone z-mysterie

### Uitgeverij Loup
1. De zielenprikkers

### Uitgeverij Maraboe
1. De groene terreur
2. Het zone Z-mysterie

### De nieuwe avonturen van Bob Morane
1. Rijke grond (2015)[1]
2. Het dorp dat niet bestond (2016)[2]

## Varia
- Een parodie op de reeks van de hand van Yann en Conrad verscheen bij uitgeverij De Gulden Engel in 1987 onder de titel Bob Marone.
- De groep Indochine droeg de song L'aventure op aan Bob Morane.